# Haus für Handel und Gewerbe
|                                       | Dieser Artikel wurde im Portal München zur Verbesserung eingetragen. Hilf mit, ihn zu bearbeiten, und beteilige dich an der Diskussion! |
| Vorlage:Portalhinweis/Wartung/München | |

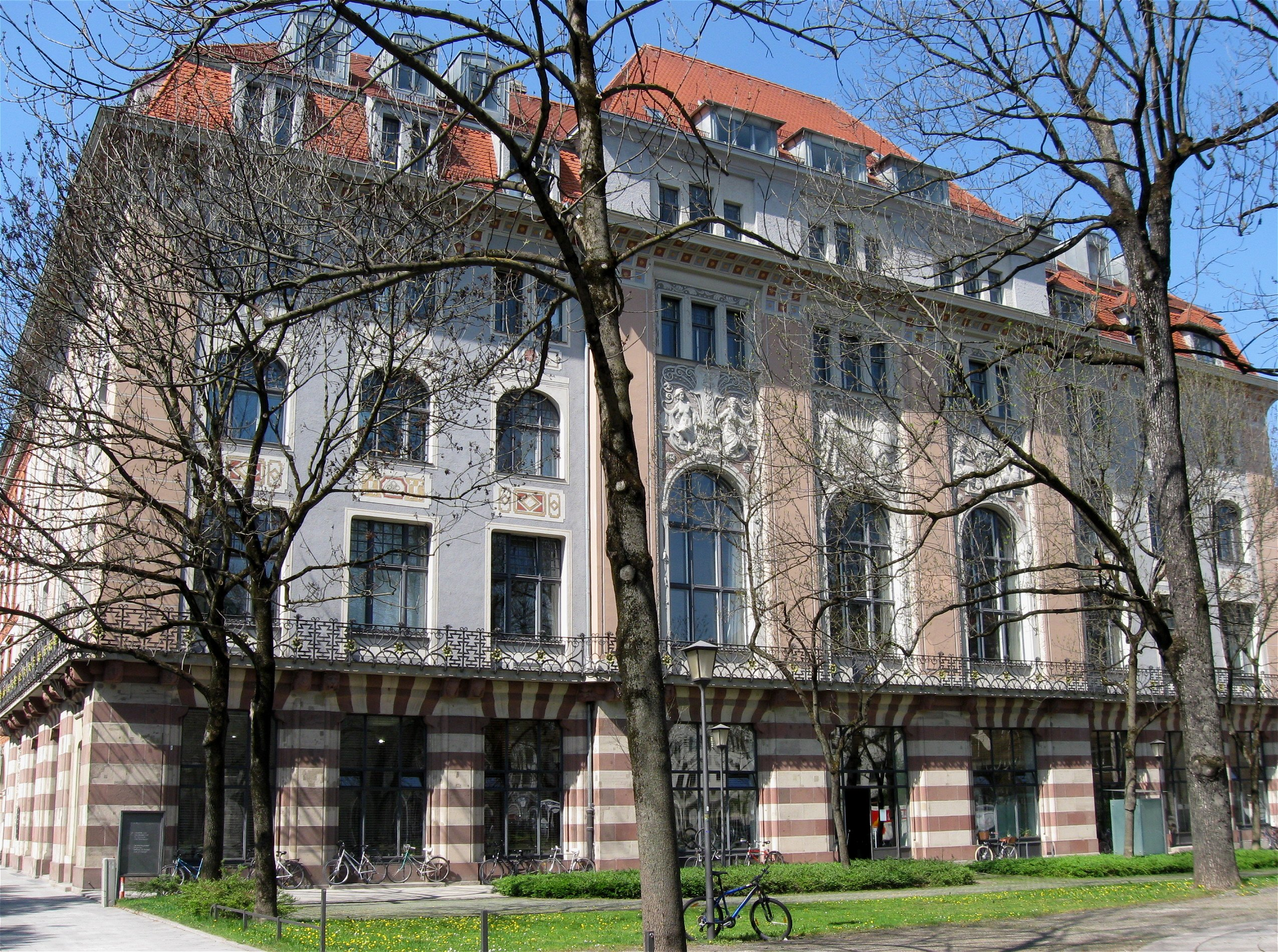
Ehemaliges Haus für Handel und Gewerbe, Maximiliansplatz 8

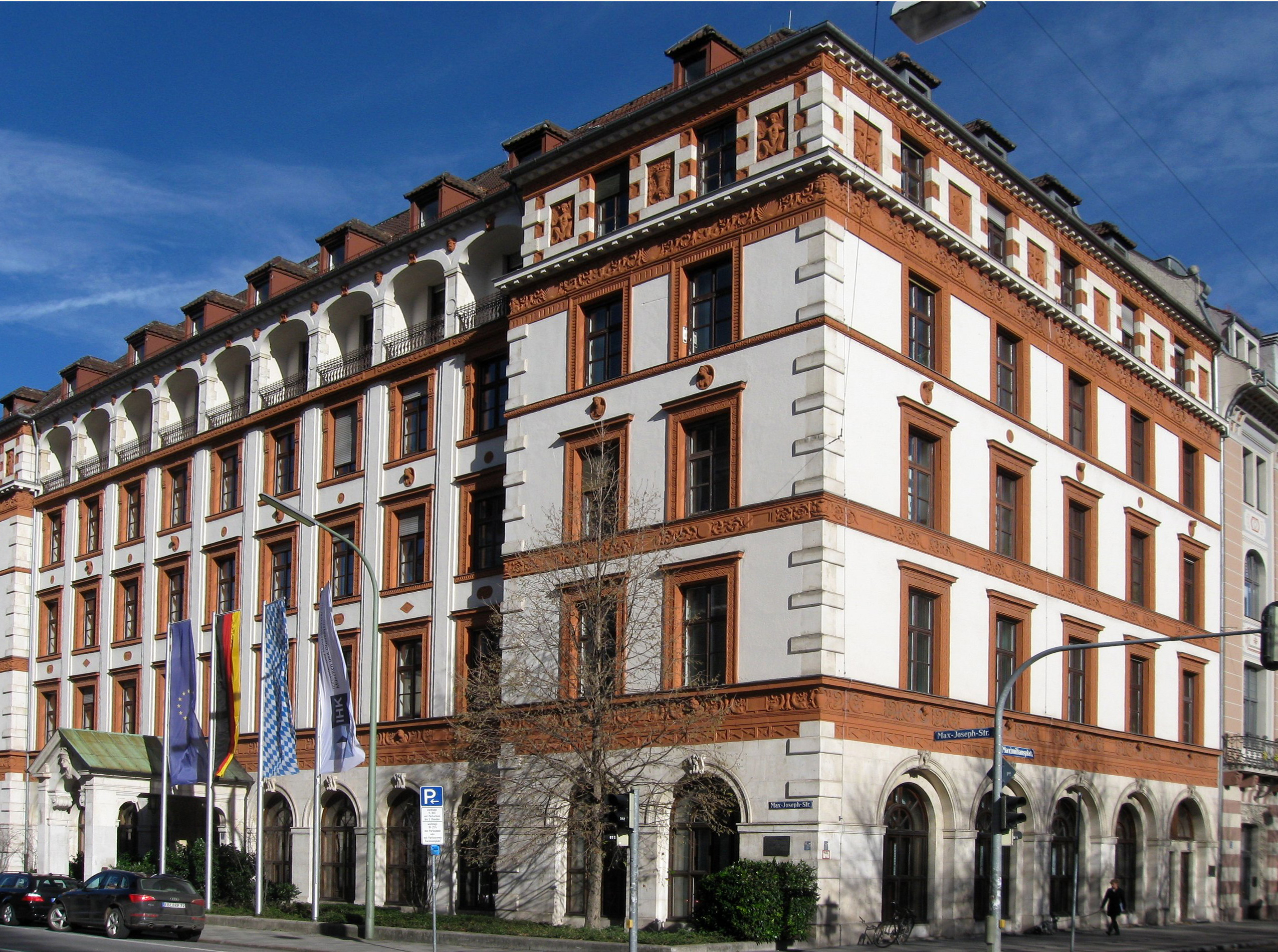
Ehemaliges Geschäftshaus A. S. Drey, Max-Joseph-Straße 2

Das Haus für Handel und Gewerbe ist ein 1899 bis 1901 durch die Handelskammer und die Münchner Börse erbautes Bürogebäude des Architekten Friedrich von Thiersch in München. Die Innenausstattung gestaltete Ignatius Taschner. Der Bauplatz am Maximiliansplatz 8 in der Maxvorstadt befand sich auf Flächen außerhalb des aufgeschütteten, ehemaligen Stadtgrabens. Im Gebäude und im angrenzenden Geschäftshaus A. S. Drey in der Max-Joseph-Straße 2 befindet sich heute der Hauptsitz der Industrie- und Handelskammer (IHK) für München und Oberbayern.

## Geschichte
Nach der Errichtung des deutschen Zollvereins 1834 entstand erstmals ein großer deutscher Binnenmarkt. Handwerker, Fabrikanten und Kaufleute standen den wirtschaftspolitischen Veränderungen des neuen Marktes und den neuen Herstellungsmöglichkeiten der beginnenden Industrialisierung gegenüber. Auch in München benötigten Gewerbe und Handel eine eigenständige Interessenvertretung, um ihre Belange gegenüber der Regierung durchzusetzen. 1843 genehmigte König Ludwig I. die Gründung einer Handelskammer in seiner Haupt- und Residenzstadt. Ihre Hauptaufgabe war es, Verwaltung und Politik bei der „Förderung des Gewerbefleißes“ zu beraten. Zunächst genügten dafür „fallweise Zusammenkünfte“, doch mit einer Verordnung König Ludwigs II. vom Dezember 1868 wurde die Kammer zu einer ständigen Einrichtung. Dafür benötigte sie ein festes Domizil und mietete sich in der Königlichen Münze an der Pfisterstraße ein. Der ständig wachsende Raumbedarf veranlasste die Handels- und Gewerbekammer, gemeinsam mit dem Münchener Handelsverein, dem Träger der Börse, einen Neubau in Angriff zu nehmen. Bei der Wahl des Bauplatzes entschied man sich für das Anwesen des ehemaligen Hotel-Restaurants „Achatz“ am Maximiliansplatz. Den Wettbewerb gewann 1898 der Architekt Friedrich von Thiersch (1852–1921), der bereits den Münchner Justizpalast entworfen hatte. Nach eineinhalbjähriger Bauzeit konnten die beiden Bauherren das neue „Haus für Handel und Gewerbe“ im April 1901 beziehen. Es galt damals als gelungenes Beispiel „neuer Lebensgestaltung durch neue Farbzusammenstellungen, neue Linien und Formen“. Repräsentativer Innenraum war der vertäfelte Börsensaal, der über zwei Stockwerke reichte und mit Wandmalereien ausgestattet war. Im Erdgeschoss eröffnete das elegante Café-Restaurant „Neue Börse“.
1911 entstand auf dem Nachbargrundstück an der Max-Joseph-Straße nach den Plänen von Gabriel von Seidl (1848–1913) ein Wohn- und Geschäftshaus für den jüdischen Antiquitätenhändler A. S. Drey. Der Neubau im Stil der Neorenaissance zählte zu den prächtigsten Privatbauten der Stadt. Nach der Machtergreifung der Nationalsozialisten verkauften die Inhaberfamilien Drey und Stern 1935 das Haus für 1,3 Millionen Reichsmark an die Industrie- und Handelskammer. Der Seniorchef, Geheimer Kommerzienrat Siegfried Drey, war als Handelsrichter tätig gewesen. Er starb 1936  in München. Der Kaufpreis war angemessen und die Vorbesitzer machten nach Kriegsende keinerlei Restitutionsansprüche geltend.
Während des Zweiten Weltkriegs wurde die beiden Gebäudeteile durch zwei Bomben-Treffer am 25. April und 12. Juli 1944 schwer beschädigt und die IHK musste in Notquartiere ausweichen. Erst am 1. April 1950 konnte sie in ihr Stammhaus zurückkehren.
Nach dem Umzug der Bayerischen Börse an den Lenbachplatz erfolgte in den 1960er Jahren ein Großumbau in zeitgemäß nüchterner Funktionalität. Im Zuge der Vorbereitungen zum 150-jährigen Jubiläum 1993 führte die IHK München ab 1992 eine umfassende Renovierung der Veranstaltungsflächen durch, die an das einstige Zusammenspiel von Architektur, Malerei und Kunsthandwerk anknüpfte. 2002 konnte sie weitere Umbauarbeiten abschließen. Seitdem verbindet ein Atrium mit einem freitragenden Glasdach die beiden Häuser.
Wegen grundlegender Mängel in der Statik beider Gebäude erfolgte ab 2012 eine Generalsanierung. In diesem Zusammenhang wurden auch eine brandschutztechnische Ertüchtigung, der barrierefreie Zugang zu allen Räumlichkeiten sowie ein energieeffizienter Betrieb (u. a. LED-Beleuchtung, Fernwärme, Fernkälte) realisiert. Die Nutzungsaufnahme durch den Wiedereinzug der IHK-Mitarbeiter fand am 3. Dezember 2018 statt.